# Jüri Liim
Jüri Liim (nascido em 9 de novembro de 1940 em Tallinn) é um político, jornalista de investigação e atleta estoniano (fundo).
Entre 1965 e 1976 ele ganhou várias medalhas em campeonatos de atletismo na Estónia.
Em 1990 ele era membro do Soviete Supremo da Estónia. Ele também foi membro do Congresso da Estónia. Foi um dos fundadores e líderes do Partido Verde da Estónia (em estoniano:  Eesti Roheline Partei) (posteriormente Verdes da Estónia).

## Prémios
- 2006: Ordem do Brasão de Armas Nacional, III classe[2]